# Питер Пэн: Возвращение в Нетландию
«Пи́тер Пэн: Возвращение в Нетла́ндию» (англ. Return to Never Land) — сиквел мультфильма «Питер Пэн» (1953), созданный студией «DisneyToon Studios». Премьера в США состоялась 10 февраля 2002 года, а в России — 31 октября того же года. Мультфильм получил рейтинг G, означающий отсутствие возрастных ограничений.

## Сюжет
С тех пор, как Венди и её братья побывали в Нетландии, прошло много лет. Теперь Венди выросла, и у неё самой есть дочь Джейн и сын Дэнни, которым она часто рассказывает истории про Питера Пэна. Но однажды начинается Вторая мировая война, и муж Венди, Эдвард, уходит на фронт. Пока идёт война, Джейн убеждает себя, что ей пора повзрослеть, и перестаёт верить в волшебство. Однако Венди по-прежнему рассказывает ей и Дэнни про приключения в Нетландии, и это очень сильно раздражает Джейн. Во время одного из таких рассказов она, считая их глупыми, ссорится с мамой и братом. Когда Джейн остаётся одна, её похищают пираты, перепутав её с Венди. В Нетландии капитан Крюк планирует использовать Джейн как заложницу, но Питер её спасает.
Неожиданно для себя Питер узнаёт, что девочка — не его давняя подруга, а лишь её дочь. Он показывает ей Нетландию, но Джейн стремится домой. Она отказывается признавать реальность всего происходящего и пытается уплыть с острова, но плот, который она построила, разваливается. Питер говорит, что она сможет только улететь, и пытается научить её летать, однако ничего не получается: когда фея Динь-Дилинь осыпает Джейн волшебной пыльцой, та не может подняться в воздух. Дело в том, что Джейн совершенно не верит в чудеса и даже не собирается поверить в них вновь, несмотря на то, что от её веры зависит её возвращение домой. Пропащие Мальчишки находят у Джейн блокнот, и один из них случайно его съедает. В ярости Джейн заявляет, что не верит в волшебство и фей, и уходит прочь. От этих слов Динь начинает умирать, и Питер решает, что единственный способ всё исправить — посвятить Джейн в Пропащую Девчонку. Мальчишки соглашаются с ним, и они отправляются на поиски Джейн.
Джейн в это время встречает Крюка, который предлагает ей сделку: если она поможет ему найти сокровища, которые похитил у него Питер Пэн, то Крюк вернёт её домой. Он даёт ей свисток для подачи сигнала, а сам уходит. Джейн понимает, что другого выхода у неё нет, и возвращается к Питеру. Он назначает всем испытание: найти на острове спрятанный им сундук. Первой это испытание проходит Джейн, но она решает, что воспользоваться свистком будет неправильно. Затем появляются Питер с Мальчишками и окончательно делают её Пропащей Девчонкой. К несчастью, один из мальчиков находит свисток и дует в него. Тут же команду Питера хватают пираты, а Крюк рассказывает ему о своей сделке с Джейн. Разгневанный Питер напоследок сообщает ей о болезни Динь из-за её неверия.
Поняв, что она натворила, Джейн убегает к тайному убежищу Питера, чтобы найти Динь, но к её прибытию фея погибает. Осознав свою неправоту, она снова начинает верить в чудеса, и благодаря этому Динь оживает. Они отправляются на «Весёлый Роджер» и, освободив Пропащих Мальчишек, отбирают ключ от кандалов Питера у Крюка. Но капитан загоняет Джейн на верхушку мачты, и Джейн прыгает вниз. Динь осыпает её волшебной пыльцой, и Джейн впервые взлетает. Пираты тем временем спешно уплывают с утонувшего корабля, спасаясь от гигантского осьминога, который до этого всё время преследовал капитана Крюка (вместо прежнего крокодила). Затем Джейн возвращается домой в сопровождении новых друзей.
Пока Джейн рассказывает брату о своём путешествии в Нетландию, Питер и Динь встречаются с Венди. Питер с грустью замечает, что она изменилась, но все трое радуются встрече. После этого Питер и Динь улетают обратно в Нетландию, а Эдвард возвращается с войны.

## Персонажи
- Джейн (англ. Jane) — главная героиня мультфильма. Красивая и умная, но несколько вспыльчивая дочь Венди Дарлинг. В раннем детстве она любила сказки про Питера Пэна, которые ей рассказывала мама и в которые она верила. Но, подрастая, Джейн теряет веру, пока однажды её не похищают и не увозят в Нетландию пираты, перепутавшие её с Венди. Там она знакомится с Питером Пэном, который спасает её от капитана Крюка. В конце Джейн вновь стала верить в Питера. Джейн всегда была крайне похожим на свою дедушку, Джорджа. Тоже теряет веру или не верит феи и Питера Пэна.
- Питер Пэн (англ. Peter Pan) — главный герой и лучший друг Венди. Он спасает Джейн от капитана Крюка и пытается научить её верить в чудо. В конце Питер провожает Джейн домой, где он встречает уже взрослую Венди. Позже он улетает обратно в Нетландию.
- Динь-Динь (англ. Tinker Bell) — фея, которая живёт с Питером и Пропащими Мальчишками. Джейн по неосторожности говорит, что не верит в фей, и Динь начинает умирать, но, благодаря раскаяниям девочки, фея вновь оживает. В конце они становятся друзьями.
- Капитан Джеймс Крюк (англ. Captain James Hook) — главный антагонист фильма и заклятый враг Питера Пэна. В начале он похищает Джейн, но Питер успевает её спасти, и план Крюка проваливается. Затем он находит Джейн и предлагает ей свою помощь, но обманывает её и пленяет Питера вместе с Мальчишками. Джейн и Динь-Динь приходят к ним на помощь. В конце Крюк со своей командой спасаются с затонувшего корабля и уплывают от гигантского осьминога.
- Мистер Сми (англ. Mr. Smee) — пират и верный слуга капитана Крюка. В отличие от других пиратов, он весёлый и, хотя готов выполнить любой каприз своего капитана, может над ним иронизировать.
- Венди Дарлинг (англ. Wendy Darling) — мать Джейн и Дэнни. В детстве дружила с Питером Пэном, после их встречи прошло много лет. За это время Венди повзрослела, вышла замуж и родила двух детей. В конце она встречает Питера. Мудрая, терпеливая, ласковая и спокойная женщина.
- Пропавшие Мальчишки (англ. Lost Boys) — 6 потерянных сирот. Они живут в Нетландии и ведут жизнь, полную приключений. При этом все шестеро любят проказничать и много играть в опасные игры. Их зовут так: Медвежонок (англ. Cubby), Проныра (англ. Slightly), Нямс (англ. Nibs), Топ-Топ (англ. Tootles) и Близнецы (англ. Twins). Лидером Пропащих Мальчишек является Питер Пэн.
- Дэнни (англ. Danny), он же Дэниел (англ. Daniel) — младший брат Джейн, который мечтает стать похожим на Питера Пэна.
- Эдвард (англ. Edward) — муж Венди и отец Джейн и Дэнни. В начале он уходит на войну, а в конце возвращается домой.

## Роли озвучивали
- Хэрриет Оуэн — Джейн (речь)/юная Венди Дарлинг
- Джоната Брук — Джейн (вокал)
- Блэйн Уивер — Питер Пэн
- Кори Бёртон — капитан Джеймс Крюк
- Джефф Беннетт — мистер Сми/другие пираты
- Кэт Сьюси — Венди Дарлинг
- Эндрю МакДоноу — Дэнни
- Роджер Рис — Эдвард
- Пропащие Мальчишки:
  - Спенсер Бреслин — Мишка
  - Брэдли Пирс — Нямс
  - Куинн Бесвик — Проныра
  - Аарон Спэнн — Близнецы
- Фрэнк Уэлкер — осьминог / Нэна-2
- Клайв Ревилл — пожилой офицер / рассказчик

Источники:

## Приём

### Критика
На Rotten Tomatoes рейтинг одобрения фильма составляет 45 % на основе 97 рецензий, а также фильм получил на этом же сайте 5,5 баллов из 10. Критический консенсус сайта гласит: «Благодаря своим забываемым песням и тусклой истории этот новый „Пэн“, безусловно, будет развлекать детей, но больше — напоминать о взрослых». На Metacritic фильм получил оценку 49 из 100 на основе 26 рецензий, что указывает на «смешанные или средние отзывы». Аудитории CinemaScore, дали фильму средний балл «A» по шкале от A + до F.

### Награды и номинации
В 2003 году Бреслин был номинирован на премию Молодой актёр в звании лучшего выступления в роли озвучивания.